# Egy szót se! (film, 2000)
Az Egy szót se! vagy Ne szólj szánk! az Olsen ikrek 2000-es filmje.

## A film cselekménye
A Parker nővérek (Mary-Kate és Ashley Olsen) történetét ismerhetjük meg egy az FBI tanúvédelmi programjáról szóló dokumentum filmből (maga a film nem dokumentum film, csak így kezdődik). Következő évtől új suliba járnak. Itt nagyon nem sikerül a beilleszkedés, ezért inkább elmenekülnek a suliból és egy múzeum előtti árusnál vesznek hotdogot. Leülnek a múzeum előtt egy padra és elkezdenek enni. Közben véletlenül egy múzeumi rablás szemtanúivá vállnak. Amikor a rendőrök elkapják a tolvajt, az gyorsan Aby táskájába rakja a Kneel gyémántot (mert hogy azt lopta el).
Később ezzel kapcsolatban be is hívják őket tanúskodni. És börtönbe is juttatják a tolvajt a Kneel gyémánt ellopásáért. És ez egy remek rövid sztori befejezése is lehetne, ha ennek a kis mitugrász tolvajnak a befolyásos nagybátyja Bizonyos Emil Hapci (Robert Miano) nem ülne szintén ott a tárgyalóteremben. Hapci megfogadja, hogy ezért megkeresi és kicsinálja a lányokat.
Így kerülnek be az FBI tanúvédelmi programjába. Ám folyamatosan az megy, hogy Norm (Willie Garson) ügynök és Banner (Arnie Hudson Jr.) ügynök elküldik őket a legkülönbözőbb személyazonossággal a legkülönbözőbb helyekre ám vagy valamelyik lány véletlenül elszólja magát (mert hogy Parker-ék sosem voltak jó titoktartók), vagy olyan helyre kerülnek ami nagyon nem tetszik nekik.
Végül már csak egy hely marad. Ha itt is lebuknak, felfüggesztik a programot és kész. Az utolsó lehetőség Ausztrália. Ők lesznek a Turtleby család a lányok Mady (Mary-Kate) és Aby (Ashley). A szüleiknek szállodája van, méghozzá a Salvation Showren. Hozzájuk tartozik még a szálloda kabalája Boomer a kenguru (szerepében Vince), Shelby Shaw (Harold Hopkins) a szálloda halásza és Katryn "Katy" Smith (Jo Phillips).
Első nap a lányok megpróbálnak beilleszkedni az iskolába, de nem igazán sikerül jó első benyomást tenniük, mert bár Aby átnézi a helyi divatlapokat, de valami ősrégi iskolai viseletet sikerül csak találnia. Aztán találkoznak Sheila-val (Nina Shultz), aki körbevezeti őket. Említi többek között a szörfösöket Pete-et (Ryan Clark) és Avery-t (Scott Swallwel). Végül meglátják Viktóriát (Jade Bronneberg) és udvartartását. Ők a legnépszerűbbek és a leg beképzeltebbek, undokabbak is az iskolában. Bár Sheila figyelmezteti a lányokat, hogy ne barátkozzanak Viktróiáékkal. Ekkor azonban Dony (Chris Foy), Viktória egyik barátja véletlenül odadobja a bumerángját. Mady vissza akarja dobni, de ehelyett tökéletesen sikerül eldobnia. Viktóriáék erre egyből felfigyelnek. Ekkor a lányok arra jutnak, hogy még is csak be kéne vágódniuk Viktóriáéknál, mert népszerűek akarnak lenni. Mady Katy-től kér tanácsot, aki azt mondja, csak legyenek önmaguk. Aby pedig Shelby-vel beszél aki nagyjából ugyan azt mondja, mint Katy Mady-nek, de Shelby még hozzá teszi, hogy ő mindig azt csinálja (és be is mutatja Aby-nek), hogy megiszik egy dobozos üdítőt aztán az üres dobozt a fején nyomja szét. "Cápa vadász körökben mindig bejön".
Később a tengerparton sokféleképp próbálják elnyerni Victoria-ék tetszését a lányok: beszélnek kicsit ausztrál szlengben, esznek az ausztrál trutyiból (ami egyébként gyakorlatilag a Nuttelához hasonló mogyorókrém) és Aby még szörfözik is egyet. Miután Viktóriát még ez sem győzi meg (Viktória barátait már egyből sikerült lenyűgözniük) bevetik az üdítős dobozos trükköt, amit Shelby mutatott és ez már Viktóriának is elég.
Ezután együtt sétálnak a parton. Egyszer csak Pete és Avry jön velük szembe. Mennének szörfözni, de Viktróiáék megállítják őket, hogy mit keresnek ők itt, ez az ő partjuk. Erre kisebb szóváltásba keverednek, végül Pete és Avery tovább mennek. Victoria látja, hogy Pete és Avery tetszik a lányoknak, ezért szól neki, hogy a hétvégen lesz egy kis buli az apja hajóján és Mady és Aby is meg vannak rá hívva, de ha Viktória egyszer is meglátja őket Pete-tel és Avery-vel, akkor lőttek a partinak a lányok számára.
Később ezügyben a lányok ismét tanácsot kérnek Kary-től. Katy elmeséli nekik, hogy tini korában ő is volt ilyen helyzetben és hogy persze klassz volt népszerűnek lenni, de úgy nem volt önmaga, hanem olyan lány volt amilyennek az ő "Viktóriája" látni akarta. Egyszóval a lányok csak maradjanak önmaguk és csilnálják azt amit szeretnének.
Később találkoznak Pete-tel és Avery-vel és elmennek együtt a vidámparkba.
Közben Hapci ülésezik az embereivel és arról beszélnek, hogy hogyan kapják el a lányokat és szerezzék meg a Kneel gyémántot. Végül arra jutnak, hogy Hapci oda küld Ausztráliába két embert. Fontos, hogy családtagok legyenek, ezért (mivel a jobbaknak dolga van, vagy épp szabadságon vannak) odaküldi a másod unokaöccsét Mac-et (Jason Clark) és egy szegről-végről rokont Sidney-t (Richard Carter). El is mennek Ausztráliába és igen csak nehézkesen, de el is jutnak a Salvation Showren-hez (ahova már előre foglaltak szobát átutazóban lévő házaló ügynököknek kiadva magukat). Amíg a lányok a vidámparkban vannak, Sidney és Mac ki is használják a lehetőséget és feltúrják a lányok szobáját a Kneel gyémánt megtalálásának reményében, de nem járnak sikerrel.
Aznap este együtt ülnek le vacsorázni valamennyien. Katy kicsit késik, de mikor megérkezik, Mac-nek azonnal megtetszik. Mac jól lejáratja magát, mert úgy mosolyog rá Katy-re, hogy brokkoli van a fogába ragadva. Katy, ezt próbálja neki jelezni, de Mac nem érti. Aztán végül Aby vet véget a kínos pillanatnak, azzal, hogy rászól Mac-re, hogy Katy valójában azt mutatja, hogy brokkoli van a fogában.
Másnap Mady és Aby indulnak Viktória bulijára. Ahogy elköszönnek Sidney-től és Mac-től, Mac-nek feltűnik, hogy ott van Aby nyakában, nyakláncként a Kneel gyémánt. Sidney ekkor még visszatartja Mac-et, ne hogy hülyeséget csináljon, de aztán a lányok után mennek.
A lányok eleinte jól érzik magukat a bulin, de aztán ahogy telik az idő, egyre kevésbé tudnak szórakozni. Aztán megérkezik a felmentő sereg, Pete és Avery. Ezúttal komolyabban összeszólalkoznak Victoria fiú barátaival, de Viktória leállítja őket, hogy nem verekedhetnek az apja hajóján. Aztán azt javasolja, rendezzenek egy szörfversenyt másnap délután és a győztesé a part. Ez mindenkinek megfelel. Ezután Viktória kiadja az utasítást a kapitánynak. Hajózzanak ki!
Közben Sidney és Mac jól pórul jár, mert a kis csónakjukkal közvetlen Viktória apjának a hajója mellett állnak és amikor felhúzzák a horgonyt, az jól beleakad a csónakba és felborítja azt.
Pete és Avery pedig megszöktetik Mady-t és Aby-t a hajóról és kijetskiznek a partra. Aztán haza mennek.
Később Mady és Aby sétálnak és egyszer csak összefutnak Sidny-vel és Mac-el akik elkapják őket és el akarják venni tőlük a gyémántot. De a lányok ügyesen kiszabadulnak és elfutnak előlük. Közben találkoznak Pete-tel és Avery-vel akik velük menekülnek tovább. Végül autóval sikerül elmenekülniük. A lányok már mennének is tovább, de Pete és Avery magyarázatot várnak. A lányok elmondanak amennyit lehet (nagyon keveset) és megigérik, hogy egyszer majd mindent elmagyaráznak.
Aztán hazamennek és összeraknak egy komplikáltabb (amolyan Reszkessetek betörők-ös) csapdát és egy egyszerű rálép a szörfdeszkára és az pofán vágja jellegűt is. Sindey és Mac egyből belesétálnak a szörfdeszkás csapdába. A lányok hozzákötözik őket a szörfdeszkákhoz és elkezdik vallatni őket. Először azzal fenyegetőznek, megcsinálják a frizurájukat, pár cuki hajcsattal, meg hajgumival, aztán belakkozzák a körmüket. De ezzel nem sikerül szóra bírni őket. Végül bikinit akarnak rájuk adni, ám ekkor megszólal Mac telefonja. Aby veszi fel. Hapci az. Érdeklődik, hogy hogy halad az akció. Aby erre mindent kitálal neki. Aztán lemennek az ebédlőbe, megetetik Sidney-t és Mac-et egy kis sütivel és beszélgetnek velük kicsit. Miközben beszélgetnek, érkezik Victoria és belesétál a komplikáltabb csapdába.  Aztán Sindy és Mac inkább elmennek még mielőtt Hapci megjön, mert nem szeretnének szembesülni a dühével.
A lányok pedig mennek a szörfversenyre. Elég jól megy mind két csapatnak, ám a csapat egyik legjobbja Jake (Garth Holcombe) kissé megsérül (eltöri az egyik ujját) ezért nem tud szörfdeszkára állni. Helyette Aby száll versenybe. Végül azonban alulmaradnak Victoria-ékkal szemben. De Pete ekkor kikiáltja, hogy buli lesz a másik parton. Mindenki átmegy velük, Victoria egyedül mard, de végül Mady visszamegy érte.
A másik parton javában megy a buli amikor megérkezik Hapci, elveszi Aby-től a gyémántot, majd pedig elindul a hidroplánja felé, hogy azzal meneküljön el, Mady-re és Aby-re pedig ráküldi a gorilláját (testőrét). Amikor már majdnem elkapja őket a gorilla, egyszer csak megjelenik Sindey és Mac és Mac lecsapja a gorillát. Mady pedig szerez egy bumerángot Sidney-től és azzal ledobja a repülőről Hapcit. Ekkor előkerül Katy is, akiről kiderül, hogy ő valójában Katryn Smith FBI ügynök, akit az FBI azért küldött ki a lányok mellé, hogy vigyázzon rájuk és adott esetben elkapja Hapcit.
Végül hatalmas bulit rendeznek és mindenki jól érzi magát. Mac szerelmet vall Katy-nek, de felsül vele.

### Egy-két érdekesség
Az eredeti szinkronnál (szinkronhang 1) jól fordították Emil Hatchew nevét, (kiejtve ábzsu) ami az angoloknál a tüsszentés hangutánzó szava, magyarban Emil Hapci-ra volt fordítva a neve, így jól jött ki az a poén, hogy mikor Hatchew (Hapci) nevét kimondta bárki, a többiek kórusban mondták: egészségedre. A második szinkron változatban (szinkronhang 2) már bénán fordították: Hácsevnek ejtették ki. Így viszont már nem jött ki jól az egészségedre poén, hiába mondta mindenki kórusban Hácsev elhangzása után, hogy egészségedre.

## Szereplők
| Szerep                | Színész            | Szinkronhang 1     | Szinkronhang 2    |
| --------------------- | ------------------ | ------------------ | ----------------- |
| Maddie Parker         | Mary-Kate Olsen    | Bogdányi Titanilla | Mánya Zsófi       |
| Abby Parker           | Ashley Olsen       | Mánya Zsófi        | Molnár Ilona      |
| Emil Hapci            | Robert Miano       | Jakab Csaba        | Izsóf Vilmos      |
| Sidney                | Richard Carter     | Sörös Sándor       | Orosz István      |
| Mac                   | Jason Clark        | Presits Tamás      | Csöre Gábor       |
| Rick Parker           | Jim Meskimen       | Mihályi Győző      | Tarján Péter      |
| Teri Parker           | Tamara Clatterbuck | Vándor Éva         | Farkasinszky Edit |
| Kathryn Smith (Kathy) | Jo Phillips        | Tallós Rita        | Németh Kriszta    |
| Shelby Shaw           | Harold Hopkins     | Izsóf Vilmos       |                   |
| Victoria              | Jade Bronneberg    | Dögei Éva          | Dögei Éva         |
| Pete                  | Ryan Clark         |                    | Simonyi Balázs    |
| Avery                 | Scott Swallwel     |                    | Moser Károly      |
| Sheila                | Nina Shultz        | Vadász Bea         | Roatis Andrea     |
| Milo                  | Peter Callan       | Csuja Imre         | Bognár Tamás      |
| Donny                 | Chris Foy          | Hamvas Dániel      | Szvetlov Balázs   |
| Jake                  | Garth Holcombe     | Kováts Dániel      | Seder Gábor       |

## Zenék
- Swirl 360 – Hey Now Now
- Catie Curtis – 100 Miles
- Goldfinger – 99 Red Balloons
- Neil Daimond – Brother Love's Travelling Savlation Sow